# Bombylius pulchellus
Bombylius pulchellus är en tvåvingeart som beskrevs av Friedrich Hermann Loew 1863. Bombylius pulchellus ingår i släktet Bombylius och familjen svävflugor. Inga underarter finns listade i Catalogue of Life.